# Conférence de Poznań de 2008 sur les changements climatiques
Pour les articles homonymes, voir COP 14.
La conférence de Poznań, organisée sous l'égide des Nations unies, avait pour objectif de poursuivre la mise en œuvre de la convention-cadre des Nations unies et du Protocole de Kyoto sur les changements climatiques.
Organisées du 1er au 12 décembre 2008 dans la ville polonaise de Poznań, la conférence avait pour objectif de poursuivre la mise en œuvre de la convention-cadre des Nations unies (signée à Bali en 2007) afin de mettre au point d’ici 2013 un nouveau protocole international pour relayer celui de Kyoto. Mais, alors qu'à Bali, en 2007, la négociation avait connu une phase d'expansion relative, la conférence de Poznań s'est caractérisée par sa faible productivité politique.

## Historique
Afin de garantir un suivi efficace des dispositions de la CCNUCC au niveau international, une conférence des parties (COP) est organisée chaque année, depuis 1995, avec la participation de tous les pays parties à cette Convention.

## Organisation et déroulement

### Participants
La liste officielle comprend 3 967 délégués représentant 191 pays et l’Union européenne. La délégation française, emmenée par Jean-Louis Borloo, comprend cent soixante-deux personnes.

## Principales décisions
- La mise en place d’un calendrier de travail qui débutera d’ici mars prochain. La conférence de Copenhague se tiendra du 7 au 18 décembre 2009. L’ONU pourrait convoquer un sommet des chefs d'État sur le climat en septembre.
- La création d’un Fonds d’adaptation, pour venir en aide aux pays les plus démunis, ceux qui sont aussi les plus vulnérables face aux changements climatiques. Reste que les sommes annoncées semblent dérisoires.
- La lutte contre la déforestation devient enfin une priorité, le maintien des forêts un effort qui sera pris en compte pour les pays qui acceptent de le faire.
- Réduction de seulement 5 % globalement des émissions de GES pour les pays industrialisés par rapport à leur niveau de 1990. En 2015 au plus tard, les émissions mondiales devraient avoir atteint un pic d'inflexion et amorcer leur décrue. En 2020, les pays industrialisés devraient avoir réduit leurs émissions de 20 à 30 % minimum.